# سكورداتورا

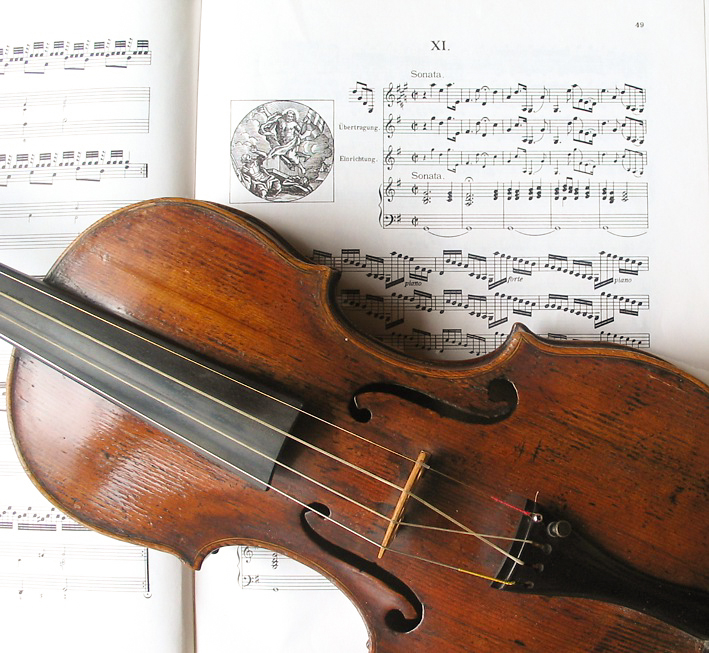

السكورداتورا (بالإيطالية: Scordatura، وتعني «اختلاف» أو «ضبط خاطئ») هو ضبط مختلف عن الضبط المعياري العادي لآلة وترية. يهدف عادة لتحقيق تأثيرات خاصة أو كوردات أو جرس غير معتادة، أو لتسهيل عزف معزوفات معينة. من الشائع تدوين وضعية الأصابع كما لو يتم العزف على الضبط المعتاد بحيث تتغير الحدات الناتجة (تدوين سكورداتورا). عندما تضبط جميع الأوتار بنفس المسافة صعودا أو هبوطا تكون المعزوفة كلها قد أزيحت كما هو الحال في Sinfonia Concertante للكمان والكمان الأوسط والأوركسترا للموتسارت.